# PZL P.6
O PZL P.6 foi um avião de caça polonês, desenvolvido pelo engenheiro Zygmunt Puławski, fabricado pela estatal PZL. Nunca passou a ser produzido em escala. Apenas uma aeronave foi construída como protótipo.

## Projeto e desenvolvimento
A história do PZL P.6 se iniciou em 1928, quando um projetista talentoso, Zygmunt Puławski desenvolveu um caça monoplano inteiramente de metal, o PZL P.1. Com ele, introduziu a asa tipo "gaivota", dando ao piloto uma excelente visão. O P.1 era motorizado com um motor em linha e foi projetado para uma velocidade de 302 km/h, mas permaneceu somente como protótipo, pois foi decidido que o caça para a Força Aérea Polaca deveria ser motorizado com um motor radial, produzido sob licença na Polônia. Por este motivo, o próximo modelo, PZL P.6, foi motorizado com o motor radial Bristol Jupiter VI FH. 
O PZL P.6 voou pela primeira vez em Agosto de 1930 com o piloto de teste Bolesław Orliński. Possuía uma asa muito similar ao P.1, mas a fuselagem foi completamente redesenhada com uma configuração moderna do tipo semi-monocoque, além da mudança no leme

## Variantes
- P.6/I : Primeiro protótipo, mais tarde se tornou o protótipo do P.7.

## Operadores
Polónia
- Força Aérea Polaca